# A bíró és a hóhér (film, 1975)
A bíró és a hóhér (németül: Der Richter und sein Henker) Friedrich Dürrenmatt svájci író azonos című regényéből készült 1975-ben bemutatott olasz–német bűnügyi film. Rendezője Maximilian Schell, aki az íróval közösen írta meg a film forgatókönyvét is.

## Az alapmű és filmes adaptációi
Friedrich Dürrenmatt svájci író A bíró és a hóhér c. kisregénye először 1950. december 15. és 1951. március 31. között jelent meg folytatásokban a Schweizerische Beobachter c. hetilapban, német nyelven. Könyvformában először az einsiedelni Benziger kiadó adta ki 1952-ben, ezt számos német nyelvű, majd nemzetközi kiadás követte.
1957-ben a nyugatnémet SDR és DRS tévétársaságok fekete-fehér tévéfilmet készítettek a regényből Franz Peter Wirth rendezésében. Dürrenmatt már itt is közreműködött a forgatókönyv megírásában, akárcsak a későbbi, 1975-ös játékfilmnél.
Magyarországon a kisregényt (Ungvári Tamás fordításában) először 1966-ban, majd 1968-ban adta ki az Európa Könyvkiadó. 1968-ban magyar tévéfilm készült belőle Mihályfi Imre rendezésében, Páger Antal, Ajtay Andor és Márkus László főszereplésével. 1974-ben folytatásokban közölte a Rakéta Regényújság is.
Az 1975-ös német-olasz filmet eredetileg a nemzetközi filmpiacra szánták, ezért angol nyelven forgatták, a szerep egy részét a kor nemzetközi (német, olasz, brit, francia) sztárjai alakították. A szereposztás különlegessége az író, Friedrich Dürrenmatt, aki személyesen szerepel. Friedrichet, az írót, azaz tulajdonképpen önmagát alakítva. Bizarr epizódszerepet vállalt Donald Sutherland, aki a film kezdetén megölve talált Schmied hadnagy holttestét „alakította”. Schmied hadnagy Anna számára hátrahagyott utolsó telefonüzenetét (német és angol nyelvű változatokban) a rendező, Maximilian Schell saját hangján hallhatjuk.
A német nyelvre szinkronizált változat különlegessége, hogy egyfajta nyers német nyelvet használ, amelynek magyarázata, hogy a svájci DRS és a dél-német SDR tévétársaságok eredetileg svájci német nyelvre („Schwizerdütsch”-re) akarták szinkronizálni. Végül ennek csak egyes hangzási jellemzőit vették át, hogy a film szélesebb német nézői rétegek számára is érthető maradjon. 2011-ben a film megjelent Blu-ray disc-en (jelentősen feljavított kép- és hanganyaggal). 2010-ben a Beat Records lemezkiadó megjelentette Ennio Morricone eredeti filmzenéjét CD-n, limitált kiadásban.

## Tartalom
Előjáték: Isztambul, 1948. Három fiatalember: egy író, egy rendőr és egy életművész spiccesen csavarognak Isztambul utcáin egy török lány, Nadine társaságában. Egyikük a Galata hídról a vízbe löki a lányt, akit hiába próbálnak kimenteni, vízbe fullad.
Berner Land, Svájc, 30 évvel később. Biel város közelében, Lamboing község határában a község rendőre egy férfit talál, kocsijában agyonlőve. A halott Robert Schmied berni rendőr hadnagy. A rendőr beautózik Bielbe, a holttesttel az anyósülésen. (Közben szól az autórádió, a magyar változatban Kertész Zsuzsa rádióbemondó hangján). Schmied berni felettesét, az idős Bärlach rendőrfelügyelőt belgyógyásza vizsgálja: az öregnek súlyos gyomorbaja van, műtéttel kell szembenéznie. Amikor telefonon értesítik, megdöbben. Azonnal Schmied lakására siet, egy irattáskát keres, elviszi magával. Schönlernének, a szállásadónak azt mondja, Schmied hadnagy sürgős ügyben külföldre utazott, a fontos titkos dossziét utána kell küldenie. Az áldozat koponyájából egy Walther revolverből kilőtt golyó kerül elő. Schmied hadnagy gyilkosság áldozata lett.
Bärlach régi vágású rendőr, gyakran kerül ellentétbe fiatal főnökével, a modern amerikai módszereket kedvelő Dr. Lutz rendőrfőtanácsossal. Bärlach gyomorbetegsége miatt gyakran gyengélkedik, a rendőrgyilkosság nyomozásához a tehetséges és törekvő Tschanz nyomozót kéri maga mellé. Tschanzot visszarendelik szabadságáról.
Bärlach a tett színhelyére utazik. Észrevétlenül elejt egy revolvergolyót. A helyi rendőr semmilyen adattal sem tud szolgálni. A felügyelő „megtalálja” a második revolvergolyót. Másnap reggel a szabadságról visszatért Tschanz nyomozó jelentkezik nála. Kész elmélete van, hogyan történhetett a gyilkosság: Schmiedet megállította valaki, akit láthatólag ismert, kinyitotta neki a kocsi ajtaját, a gyilkos lelőtte. Bärlach megmutatja a „talált” pisztolygolyót, melyet katonai fegyverből lőttek ki. Tschanz-ot szemmel láthatóan meglepi a lövedék. Bärlach elmondja: a meggyilkolt Schmied frakkot viselt, estélyhez öltözött, naptárába aznapra egy „G” betűt jegyzett be. Azt a helyet kell megkeresni, ahová aznap indult. Bärlach felajánlja Tschanz-nak, hogy elkíséri. Tschanz rákérdez, hogy az áldozat lakásán, Schönlernénél nem talált-e valamit, de Bärlach nemmel felel.
Schmied temetését botrány zavarja meg. Két láthatóan részeg fickó harsányan énekelve egy koszorút hoz, „szeretett Doktor Prandtl barátunknak” felirattal. A temetés után Tschanz felajánlja szolgálatait Annának, a megölt Schmied menyasszonyának, aki odaadja magát neki. Tschanz megpróbálja kiszedni Annából, milyen ügyön dolgozhatott Schmied utoljára, kiktől akarta utolsó telefonüzenetében megóvni Annát, de nem kap választ.
Este, ugyanabban az időpontban, amikor Schmied Lamboing-ban járt, a nyomozó és a felügyelő lesben állnak a gyilkosság helyszínén. Elhaladó limuzinokat követve egy elegáns udvarházhoz érnek, ahol valóban fogadás zajlik, finom úri miliőből érkező vendégekkel. A kapun „G” betűs címer. Tschanz szerint a helyi telefonkönyvben csak egy „G” kezdőbetűs név szerepel, Gastmann.
A két férfi behatol a kertbe, kémlelik a házat. Tschanz megdöbbenve pillantja meg a vendégek között Annát. Bärlachot megtámadja egy hatalmas házőrző kutya, élete veszélybe kerül, de Tschanz megmenti, lelövi az állatot. A zajra a házból Gastmann ügyvédje, az arrogáns von Schwendi képviselő siet ki felháborodva. A rendőrök igazolják magukat, de az ügyvéd elküldi őket: a házigazda elfoglalt. Schwendi megígéri, másnap ő maga megy be Bärlach főnökéhez, Lutz rendőrfőtanácsoshoz. Bärlach elmegy, Tschanz még visszasiet a kertbe. A kutya tetemét keresi, de az már eltűnt. Találkozik magával a fölényes és magabiztos Gastmannal, akinek testőrei fenyegetően közelednek Tschanz felé, aki jobbnak látja, ha meghátrál, és távozik. Az országúton, a gyilkosság színhelyén valaki integet neki, álljon meg. Schmiedet is így várhatta a gyilkosa. Tschanz megáll, fegyverét kézbe ragadja, de csak Bärlach száll be az autóba. Hazafelé hajtva Tschanz-ból kitör a türelmetlenség, Gastmannt akarja elkapni, az öreg csillapítja: Lutz tanácsos bizonyítékokat követel, azt kell kutatni, türelemmel. Hazaérkezve Bärlach kiteszi saját nehéz revolverét, amelyet nem használt a kutya ellen. Karjáról lefejti a vastag védőpólyákat, amelyek megvédték a kutya fogaitól...
Von Schwendi ügyvéd és Lutz rendőrfőtanácsos a berni igazságügyi minisztériumban találkoznak. Schwendi közli Lutz-cal, hogy Schmied – Dr. Prandtl egyetemi tanár álcája alatt – valóban rendszeres vendége volt a Gastmann-háznak, ahol nagyiparosok és politikusok szigorúan bizalmas megbeszéléseket folytattak. Az ügyvéd szerint Schmied egy külföldi hatalomnak kémkedett fontos ipari és állambiztonsági titkok után. Az államtitkár figyelmezteti Lutzot, Gastmann a nagypolitika védelme alatt áll, nem nyomozhat utána.
Tschanz nyomozó meglátogatja a beteg Bärlach felügyelőt. Tudja, az öreg sohasem zárja be lakásának ajtaját. Bärlach kimerülten alszik. Asztalán Tschanz megtalálja a Schmied lakásából elhozott Gastmann-dossziét, a hadnagy titkos nyomozásának gyümölcsét. Az asztalon egy török lány, Nadine régi fényképe. Felébreszti Bärlachot, elmondja neki saját nyomozásának eredményeit: Gastmann titkos fegyverügyleteket közvetít, több államtól diplomáciai útlevele van, a svájci kormány védelme alatt áll, és Lutz megtiltotta, hogy nyomozzanak Gastmann után. Bärlach elküldi Tschanzot az Íróhoz, akiről a helyi csendőrök is beszéltek: jómódú ember, a Gastmann-ház gyakori vendége, hátha megtud tőle valamit. Ahogy Tschanz kiteszi a lábát, Bärlach nyomban aktívvá válik, egy szolgálati autóért telefonál…
Tschanz meglátogatja Friedrichet, a sakkozó írót (Friedrich Dürrenmatt önmaga szerepében). Kiderül, nemcsak Gastmannt, hanem Bärlach felügyelőt is jól ismeri. „Tegyük fel”, mondja az író, hogy harminc évvel korábban Isztambulban találkozott egymással a török rendőrség ifjú szakértője, a bizánci történelmet tanuló jövendő író, és Gastmann, az aranyifjú. „Tegyük fel”, hogy azok ketten egy részeg pillanatban kötöttek egy őrült fogadást: Gastmann gyilkosságot követ el Bärlach szeme előtt, de Bärlach nem lesz képes rábizonyítani a bűnt. „Tegyük fel”, hogy Gastmann „beáldozta a királynőt”, Nadine-t, akit mindketten szerettek. Fényes nappal a hídról vízbe ölte a lányt, de a rendőr nem tudta rács mögé juttatni. „Tegyük fel”, hogy a fogadás életre szólt, Bärlach rögeszméjévé vált, hogy elkapja Gastmannt, aki sorra követi el a bűncselekményeket, hogy újra és újra kihívja Bärlachot. Tschanz visszakérdez: „Tegyük fel”, hogy az idős és beteg Bärlach felügyelő a briliáns Schmied hadnagyot – Dr. Prandtl álnév alatt – küldte Gastmann környezetébe, hogy lebuktassa régi ellenfelét, de Gastmann megölte Schmiedet? Rejtélyes választ kap: „Bärlach nagy sakkjátékos…”
Az öreg Bärlach közben a Gastmann-házba megy, de csak Annát találja ott. A kandallón Nadine fényképe. Kifaggatja Annát, kiderül, már évek óta Gastmannal él. Amikor „Dr. Prandtl” feltűnt, Anna beleszeretett, menyasszonya lett, Gastmann jóváhagyásával. Meggyilkolása után Anna visszaköltözött Gastmannhoz. Bärlach figyelmezteti: Gastmann bűnöző, gyilkos, megölte Schmied hadnagyot is. Anna tiltakozik: Lehetetlen, éppen vele voltam, az ágyban… A kínos beszélgetést von Schwendi megjelenése szakítja félbe, aki kidobja az öreget védencének házából.
Bärlach hazatér, otthon Gastmann várja, kezében a Schmied által összegyűjtött nyomozati dossziéval. Szembesíti az öreget végzetes betegségével. Az orvosától ellopott iratokból tudja, hogy a felügyelő súlyos operáció előtt áll, egy éve sincs már hátra. Ismerje be, hogy veszített. Az öreg rendíthetetlen: Gastmannak felelnie kell elkövetett bűncselekményeiért. Gastmann durván kineveti: „Add fel, öreg, a halál nem vár.” Magával viszi Schmied dossziéját, és másnapra meghívja Bärlachot a repülőtérre, ahol meglepetést készít elő: újabb bűncselekményt fog elkövetni Bärlach szeme láttára…
Másnap Bärlach és Tschanz a repülőtéren figyelik Gastmannt és kísérőit. A csomagokat mozgató szállítószalag váratlanul az agyonlőtt von Schwendi ügyvéd holttestét hozza eléjük. Tschanz átkutatja a csomagteret, de nem talál senkit. Délután Tschanz találkozik Annával, kéri, éljen vele. Megígéri, hogy előállítja vőlegényének, Robert Schmiednek gyilkosát. Anna elmondja Tschanznak, hogy Bärlach meglátogatta őt Gastmann házában, és hogy az öreg már tudja, ki a gyilkos.

„Add fel, öreg, a halál nem vár.”
Gastmann és Bärlach utolsó találkozása (Robert Shaw, Martin Ritt)

Bärlach éjszaka arra ébred, hogy valaki jár a lakásában. A betörő az íróasztalon kutat, és megpróbálja megölni Bärlachot, aki csak szerencsével menekül meg. Másnap reggel felhívja Tschanz-t, és közli, feladta a játszmát, gyilkost küldtek rá, de felettesei megtiltották a Gastmann utáni nyomozást. Tschanz dühöng, hogy nem nyúlhat Gastmannhoz. Bärlach elutazik pihenni. Taxival indul a pályaudvarra, a kocsiban azonban Gastmann és embere várja. Egy épülő autópályahídra viszik, a mélység fölött Gastmann megfenyegeti, ismerje be vereségét. Ha továbbra is szaglászik utána, meghal, mint mindenki, aki közel jutott hozzá. A halálraszánt Bärlach nem rendül meg: „Sosem sikerült rád bizonyítanom, amit elkövettél, most olyan bűnért fogsz felelni, amit nem követtél el.” Gastmann úgy dönt, életben hagyja Bärlachot, lássuk, mit lép az öreg. A pályaudvaron Bärlach így búcsúzik: „Holnap elküldöm hozzád a hóhéromat, hogy a világot megszabadítsa tőled.”
Hajnalban Gastmann és testőrei utazni készülnek. Váratlanul Tschanz lép be a kapun. Gastmann rámered: „Szóval Önt küldte hozzám az öreg! Testőrei tüzet nyitnak, a tűzpárbajban Tschanz mindhármukat agyonlövi. Az egyik halott kezébe teszi a saját pisztolyát.

„Igyunk Robert Schmied gyilkosára!”
Bärlach felügyelő és Tschanz utolsó találkozása (Martin Ritt, Jon Voight)

Tschanz kitüntetést kap, mert megtalálta és tűzharcban lelőtte Schmied hadnagy gyilkosait, és megbízójukat, Gastmannt, akinek súlyos bűncselekményei után Schmied hadnagy régóta kutatott, erről készített dossziéját megtalálták a lelőtt bűnözőknél. Este Tschanz Bärlach-hoz érkezik vendégségbe, ünnepelni. Tschanz megdöbbenve látja, hogy az öreg, akit súlyos gyomorbajosnak hitt, gazdag vacsorával várja. Bärlach félelmetes étvággyal eszik, szinte zabál, erős italokat iszik, és a rémült Tschanz rájön: A ravasz öreg mindvégig tévedésben tartotta őt, nem is beteg. Bärlach feltárja a valóságot: „Schmied hadnagy a legjobb emberem volt. Tudtam, kevés időm van hátra, ő volt az utolsó lehetőségem, hogy Gastmannt elkapjam. Őt küldtem Gastmann környezetébe álnéven, hogy férkőzzön a bizalmába, gyűjtsön ellene bizonyítékot. Jól dolgozott, de te megölted őt, aljas önzésből, mert irigyelted a tudásáért, műveltségéért, intelligenciájáért, karrierjéért. Kifigyelted, hová jár, egy este megvártad. Ő felismert, kinyitotta a kocsi ajtaját és te lelőtted. Megszerezted a beosztását, az autóját, a barátnőjét.”
Az öreg visszaadja Tschanz-nak az igazi lövedéket, amelyet Schmied testéből vettek ki: „Ugyanazzal a fegyverrel ölted meg, amelyikkel Gastmann kutyáját lelőtted. A golyót meg kellett szereznem. Csapdát állítottam neked, megmentetted az életemet, egyben bizonyítékot szolgáltattál nekem magad ellen. Miután megölted Schmiedet, nem maradt más választásom, mint hogy téged küldjelek Gastmann ellen, gyilkost a másik gyilkos ellen. Neked mindenképpen azt kellett bizonyítanod, hogy Schmiedet Gastmann ölte meg. A te célodat az én célommá tettem. Jártál nálam, tudtad, hogy Schmied dossziéja nálam van, de nem tudtad, hogy Gastmann már elvitte. Éjszaka eljöttél, hogy megszerezd, akár azon az áron is, hogy engem megölsz. Másnap megtudtad, hol a dosszié, és elmentél Gastmann-hoz, hogy megszerezd bármi áron. Lelőtted őket. A testőr kezében a te fegyveredet találtuk, amellyel megölted Schmiedet. A Gastmannéknál talált fegyver és a Schmied-dosszié az ő bűnösségüket bizonyítja.”
Tschanz megpróbál védekezni: „Önvédelemből tettem, a testőr lőtt először.” Bärlach megsemmisítő válasza: „Figyelmeztettem Gastmannt, ma elküldök hozzá valakit azért, hogy megölje őt.” Tschanz a fegyveréért nyúl, de az öreg leinti: Feletteseink mindent tudnak. Nem fogunk elárulni, a hivatalos álláspont az, hogy a gyilkosságot Gastmann utasítására követték el. Schmied ügyét lezártuk. „Végig tévedésben tartottalak. Én voltam a bíró, te voltál a hóhér.” Tschanz elrohan.
Később jelentik Bärlachnak, hogy Tschanz autójával szakadékba hajtott. Az öreg Bärlach azonban valóban nagyon beteg, ebben nem hazudott. Bevégezte élete feladatát, készül a műtétre. Anna figyelmezteti, hogy az altató orvos Gastmann embere lesz, de az öreg a fejét rázza: „Legfeljebb egyetlen nyomorult évet kockáztatok. Kettőnk sorsát ez a fogadás egybekapcsolta, egész életünket erre tettük fel, most mindkettőnké véget ér…”

## Eltérések az eredeti regénytől
A történet hűen követi az eredeti regény cselekményét, fontos párbeszédeket teljes egészében, változtatás nélkül vesznek át. Fontos különbség a film előjátéka, Bärlach és Gastmann isztambuli találkozásának és Nadine meggyilkolásának jelenete. Ebből a néző már az első perctől kezdve tudhatja, hogy a két férfi milyen körülmények között ismerkedett meg, és milyen fogadást kötöttek egymással. (Az eredeti regényben Gastmann egy német kereskedőt gyilkol meg, a filmben ehelyett a török lány, Nadine jelenik meg, akit valószínűleg mindkét férfihoz szerelem fűzhetett.)
A másik különbség a történet elhelyezése az időben. A regény fő cselekménye 1948-ban játszódik, az előjáték ehhez képest harminc évvel korábban, 1918-ban. A film az előjátékot teszi 1948-ra, a fő cselekményt a film készítésének idejére, az 1970-es évekbe. (A halott Schmied hadnagy – Donald Sutherland – filmbéli rendőrigazolványában látszik születési éve: 1940). Ez azonban nem töri meg a történetet.
A film kiválóan tükrözi Dürrenmatt regényének fekete humorát, a svájci „establishment”-ről és általában svájci honfitársairól alkotott lesújtó véleményét. A rendőrgyilkosság hátterében egy kolléga kicsinyes irigysége áll. A falusi rendőr megtalálja a holttestet, elkocsikázik vele a helyszínről, minden nyomot eltüntetve. A „jó társaság” nemzetközi fegyverüzletekben, sötét pénzügyekben, ipari kémkedésben részes, a magas politika egyetértésével és támogatásával.
A végső vacsorajelenet tartalmában is van különbség: A regényben itt derül ki, hogy Bärlach harminc év óta üldözi Gastmannt, annak első gyilkossága óta. A filmben ez a tény Tschanz előtt már az íróval való korábbi találkozása óta ismert, így a filmben ez a jelenet súlypontja maga a szembesítés: Bärlach rábizonyítja Tschanzra, hogy régóta tudja: ő Schmied gyilkosa, és tudatosan őt uszította Gastmannra.
Az eredeti regényben Anna és Tschanz találkozásai csak beszélgetések, viták, direkt szexuális kapcsolat nem alakul ki. A repülőtéri jelenet, von Schwendi meggyilkolása szintén a filmrendező hozzáadása, az eredeti regényben a képviselő-ügyvédet nem éri bántalom, Gastmann bukása után Lutz rendőrfőtanácsossal beszélgetve, álszent módon sajnálkozik a társadalom erkölcsi esendőségén.

## Szereposztás
| Szerep                                              | Színész              | Magyar hangja (1. szinkron, 1981) |
| --------------------------------------------------- | -------------------- | --------------------------------- |
| Hans Bärlach felügyelő                              | Martin Ritt          | Gera Zoltán                       |
| Richard Gastmann                                    | Robert Shaw          | Haumann Péter                     |
| Walter Tschanz nyomozó                              | Jon Voight           | Gálvölgyi János                   |
| Anna Crawley                                        | Jacqueline Bisset    | Andresz Kati                      |
| Von Schwendi ezredes, ügyvéd, képviselő             | Helmut Qualtinger    | Huszár László                     |
| Dr. Lutz rendőrfőtanácsos                           | Gabriele Ferzetti    | Buss Gyula                        |
| Friedrich, az író                                   | Friedrich Dürrenmatt | Képessy József                    |
| Schönlerné                                          | Margarete Schell Noé | N/A                               |
| Dr. Hungertobel, orvos                              | Norbert Schiller     | Somogyvári Pál                    |
| Gastmann anyja                                      | Lil Dagover          | N/A                               |
| 1. testőr / Edy                                     | Rudolf Hubacher      | N/A                               |
| 2. testőr                                           | Rudolf Hunsperger    | N/A                               |
| Alphons Clénin, községi rendőr                      | Willy Hügli          | Kenderesi Tibor                   |
| Taxisofőr                                           | Wieland Liebske      | Szombathy Gyula                   |
| Halottkém                                           | Guido Cerniglia      | Izsóf Vilmos                      |
| Nadine                                              | Rita Calderoni       | N/A                               |
| Robert Schmied holtteste                            | Donald Sutherland    | nem szólal meg                    |
| Robert Schmied hangja (magnószalagról)              | Maximilian Schell    | Vogt Károly                       |
| Hírolvasó bemondónő hangja (Schmied autórádiójában) | N/A                  | Kertész Zsuzsa                    |
| Hegedűs                                             | Pinchas Zukerman     | nem szólal meg                    |

## Forgatási színhelyek, kidolgozás
A filmet az eredeti regényben leírt svájci helyszíneken, Bern kantonban forgatták, Bernben és Twann községben.
A laboratóriumi munkákat Németországban, a berlini Geyer-Werke-nél, és Olaszországban, a római Technospes S.p.a. vállalatnál végezték.